# حساسية القلق

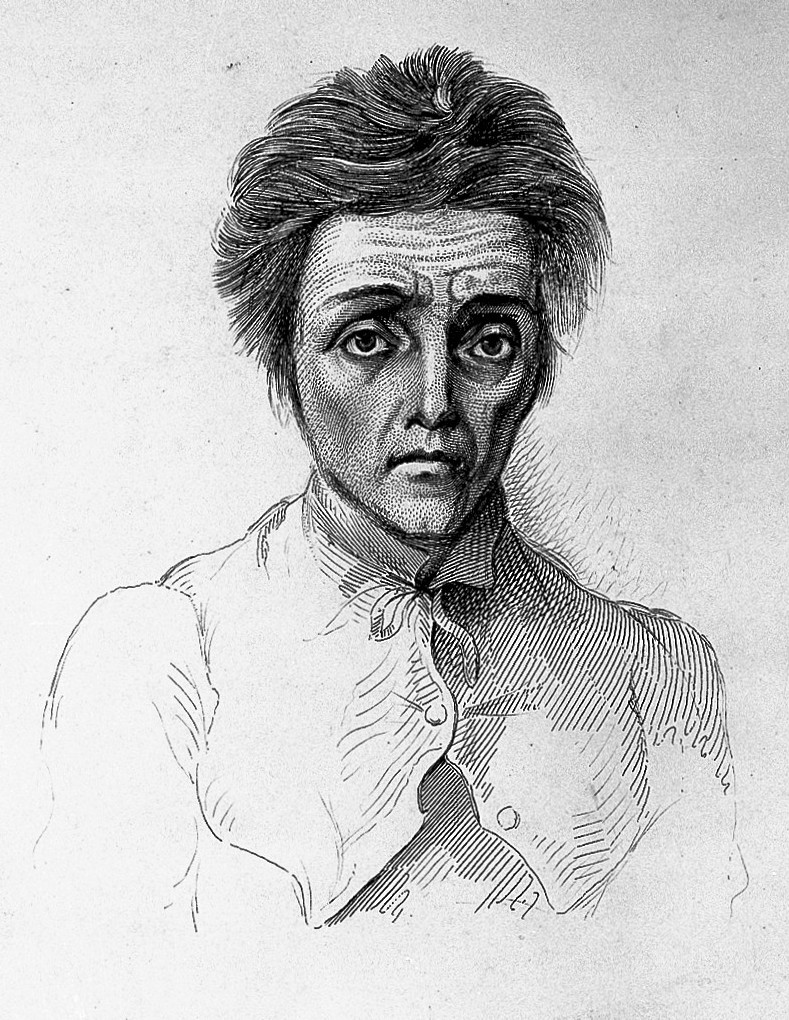
تمثال نصفي للامبراطور الروماني ترايانوس ديكيوس في متحف الكابيتول، هذه الصورة " تعكس انطباع القلق والتعب، وكأن الشخص يحمل هموماً أو مسوؤليات على عاتقه

يشير مصطلح حساسية القلق (بالإنجليزية: Anxiety Sensitivity) إلى الخوف من السلوكيات أو الإحساسات المرتبطة بتجربة القلق، وتفسير خاطئ لمثل هذه الإحساسات على أنها خطيرة. ويخلط بين الأحاسيس الجسدية المرتبطة بالقلق، مثل الغثيان والخفقان، ويعتبرونها تجارب ضارة مما يزيد من القلق أو الخوف. على سبيل المثال، يمكن للشخص الذي يعاني من حساسية القلق العالية أن يخشى من الرجفة كمرض عصبي قادم، أو يشتبه في أن الدوار هو نتيجة لورم في الدماغ. وعلى النقيض، فإن الشخص الذي يعاني من حساسية القلق المنخفضة من المرجح أن يحدد هذه الإحساسات على أنها غير ضارة ولا يعطي لها أي أهمية. ويحاول مقياس حساسية القلق تقييم حساسية القلق.
تختلف حساسية القلق (الخوف من الأحاسيس المرتبطة بالقلق) عن القلق الصحي، على الرغم من أنها مرتبطة به (سمة رئيسية لها هي زيادة الوعي بالأحاسيس الجسدية، والمعروفة باسم يقظة الجسم).
يتميز مفهوم حساسية القلق عن "القلق كصفة عامة" بالتركيز على الأعراض والإحساسات الجسدية (الجسمانية)، بدلاً من التركيز على الإجهاد العام.

## تاريخ
في السبعينيات والثمانينيات، كان رهاب المخاوف يعتبر نتيجة مهمة لنوبات الهلع. كان من المفترض أنه بعد نوبة الهلع الأولى، يتعلم الناس الخوف من التكرار، وبالتالي يصابون برهاب الخلاء.
في عام 1985 أعاد رايس وماكنالي تفسير رهاب المخاوف على أنه حساسية للقلق. بدلاً من النظر إليه على أنه توقع لنوبات الهلع المتكررة، واقترحا أنه ينشأ من الاعتقاد بأن تجربة القلق ضارة بحد ذاتها. الشخص الذي يعتقد أن نبض القلب هو علامة على وجود مشكلة قلبية وشيكة، على سبيل المثال، قد يُظهر رهاب المخاوف متجذرًا في المعتقدات المعرفية بدلاً من التعلم الترابطي.
يعبر مفهوم حساسية القلق عن فكرتين. أولاً، يشير إلى أن خوف الخوف ينبع أحيانًا من الإدراك أو المعتقدات، وليس من إشراط كلاسيكي مع تجارب الهلع السابقة. وثانيًا، يشير إلى أن خوف الخوف يمكن أن يسبق تجارب الهلع وحتى يمكنه التنبؤ بالهجمات الهلعية والإجهاد ما بعد الصدمة والرهاب وغيرها من الحالات النفسية المرتبطة بالقلق.

### مؤشر حساسية القلق
في عام 1984، كتب ستيفن رايس [الإنجليزية] العناصر الستة عشر على الاستبيان القصير الذي أطلق عليه اسم "مقياس حساسية القلق" وحصل على حقوق النشر لهذا الاستبيان. وفي عام 1986، نشر رايس وبيترسون وجورسكي وماكنالي الاستبيان مع دليل الصدق الأولي. وحتى يوليو 2013، استخدم استبيان ASI في أكثر من 1600 دراسة بحثية. وكما توقع رايس وماكنالي في عام 1985، فإن النتيجة العالية في مقياس حساسية القلق تشير إلى أن الشخص عرضة بشكل كبير للإصابة بنوبات الهلع واضطراب ما بعد الصدمة والمخاوف العادية أو الرهاب.
من خلال مساعدة الباحثين على تحديد الأشخاص المعرضين لخطر كبير للإصابة باضطراب الهلع وحالات القلق الأخرى، أوجد بناء حساسية القلق فرصًا بحثية جديدة لدراسة الوقاية من الاضطرابات التي تؤثر على أكثر من خمسة ملايين أمريكي.
نشر ريتشارد ماكنالي من جامعة هارفارد ونورمان شميدت من ولاية فلوريدا وعالم النفس مايكل زفولينسكي من جامعة هيوستن بحثًا أثبت صحة حساسية القلق. قام عالم النفس بجامعة جورج واشنطن، ورولف بيترسون، وويندي سيلفرمان من جامعة ييل، بتوسيع مفهوم حساسية القلق للأطفال.
عندما نٌشر مؤشر حساسية القلق لأول مرة، انتقد على نطاق واسع باعتباره غير ضروري. كان يعتقد أنه بما أن الجميع يتجنب القلق، فلا داعي لدراسة الفروق الفردية. لكننا نعلم الآن أنه بينما يتجنب الجميع القلق، فإن بعض الناس يبذلون جهودًا أكبر بكثير من الآخرين للقيام بذلك. هؤلاء الأفراد معرضون لخطر نوبات الهلع واضطراب ما بعد الصدمة والرهاب. يتفق هؤلاء الأفراد أيضًا مع العبارة التي مفادها أن أحاسيس وسلوكيات القلق ضارة أو خطيرة.[بحاجة لمصدر]
نشر ستيفن تايلور وزملاؤه العديد من المتغيرات من مؤشر حساسية القلق الأصلي، سعياً منهم لتصحيح قيود المؤشر الأصلي. نظرًا للأدلة المتزايدة على أن حساسية القلق لم تكن بنية أحادية البعد، كما تصورها رايس في الأصل، طور تايلور وزملاؤه مؤشر حساسية القلق-3 من أجل تقييم الأبعاد الأساسية لحساسية القلق: (1) الخوف من الأعراض الجسدية، (2) الخوف من الأعراض المعرفية، و(3) الخوف من الأعراض التي يمكن ملاحظتها علنًا (تايلور وآخرون، 2007). يتنبأ كل بُعد بأنواع مختلفة من علم النفس المرضي (على سبيل المثال، يرتبط الخوف من الأعراض الجسدية ارتباطًا وثيقًا باضطراب الهلع). يوفر تحليل أبعاد حساسية القلق طريقة أكثر دقة لفحص العلاقة بين أنواع معينة من حساسية القلق وأنواع معينة من علم النفس المرضي.
قام رايس (2013) بتوسيع مفهوم "حساسية الدوافع" إلى نظرية شاملة للدوافع البشرية، تُعرف باسم نظرية الرغبات الأساسية الستة عشر أو "ملف رايس للدوافع ". وبحسب التعريف، فإن "حساسية الدوافع" هي الفرق الفردي في التقدير لهدف مشترك للجميع والعميق الجذر في الطبيعة البشرية. يرغب الجميع في السلامة وتجنب القلق، على سبيل المثال، ولكن الأشخاص الذين لديهم حساسية القلق العالية يضعون قيمة أعلى بشكل كبير على سلامتهم من الشخص العادي. يستند نموذج رايس إلى البحوث التي أجريت إجراؤها على أكبر قاعدة بيانات عبر الثقافات المتعلقة بدوافع الإنسان التي جمعت على الإطلاق، ويحدد 16 حساسية دافعة، ومن بينها حاجة الى الهدوء [الإنجليزية] والاستقرار وهي نفس حساسية القلق.